# Castiadas

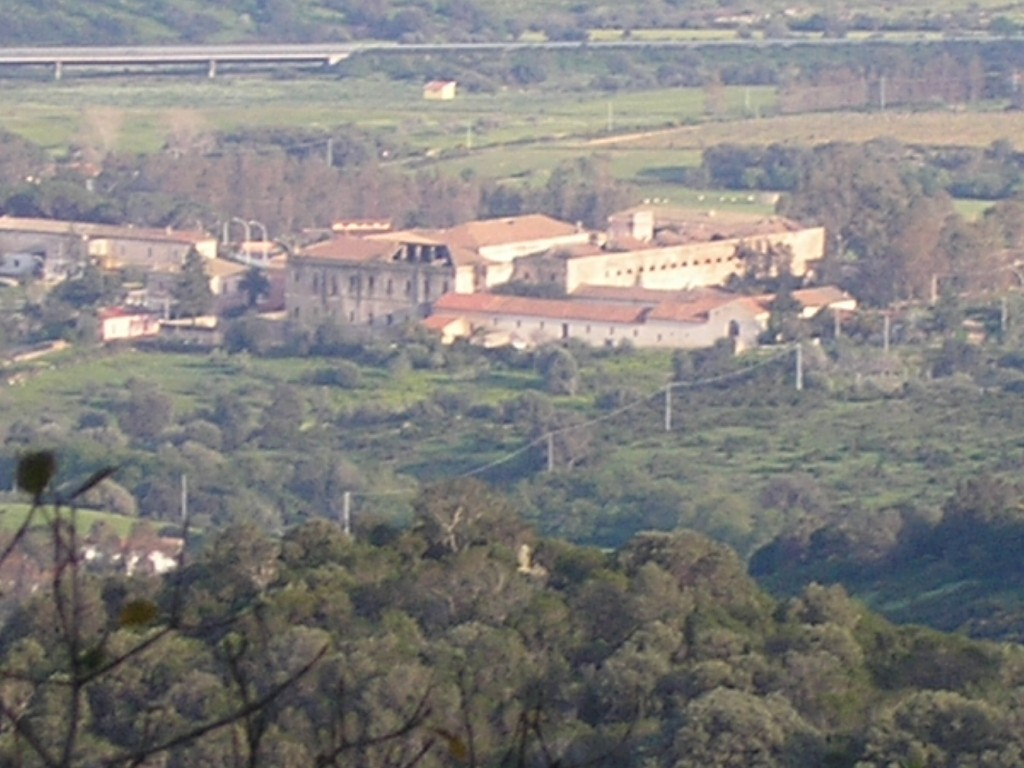
Blick auf Castiadas

Castiadas ist eine italienische Gemeinde (comune) mit 1707 Einwohnern (Stand 31. Dezember 2023) in der Metropolitanstadt Cagliari auf Sardinien.

## Geographie
Die Gemeinde liegt etwa 49 Kilometer östlich von Cagliari am Tyrrhenischen Meer. Die Nachbargemeinden sind Maracalagonis, Muravera, San Vito, Sinnai und Villasimius.

## Sehenswürdigkeiten
Die Protonuraghe Scalas liegt nördlich von Castiadas.

### Ehemalige Strafkolonie
Von 1875 bis 1955 wurde bei Castiadas eine landwirtschaftliche Strafkolonie betrieben. Bis zu 800 Häftlinge waren mit der Urbarmachung der Gegend, später in der Landwirtschaft und im Straßenbau beschäftigt. Auf dem Gelände werden heute in einem Museum die Sicherheitszellen und Exponate aus der Geschichte der Einrichtung gezeigt.

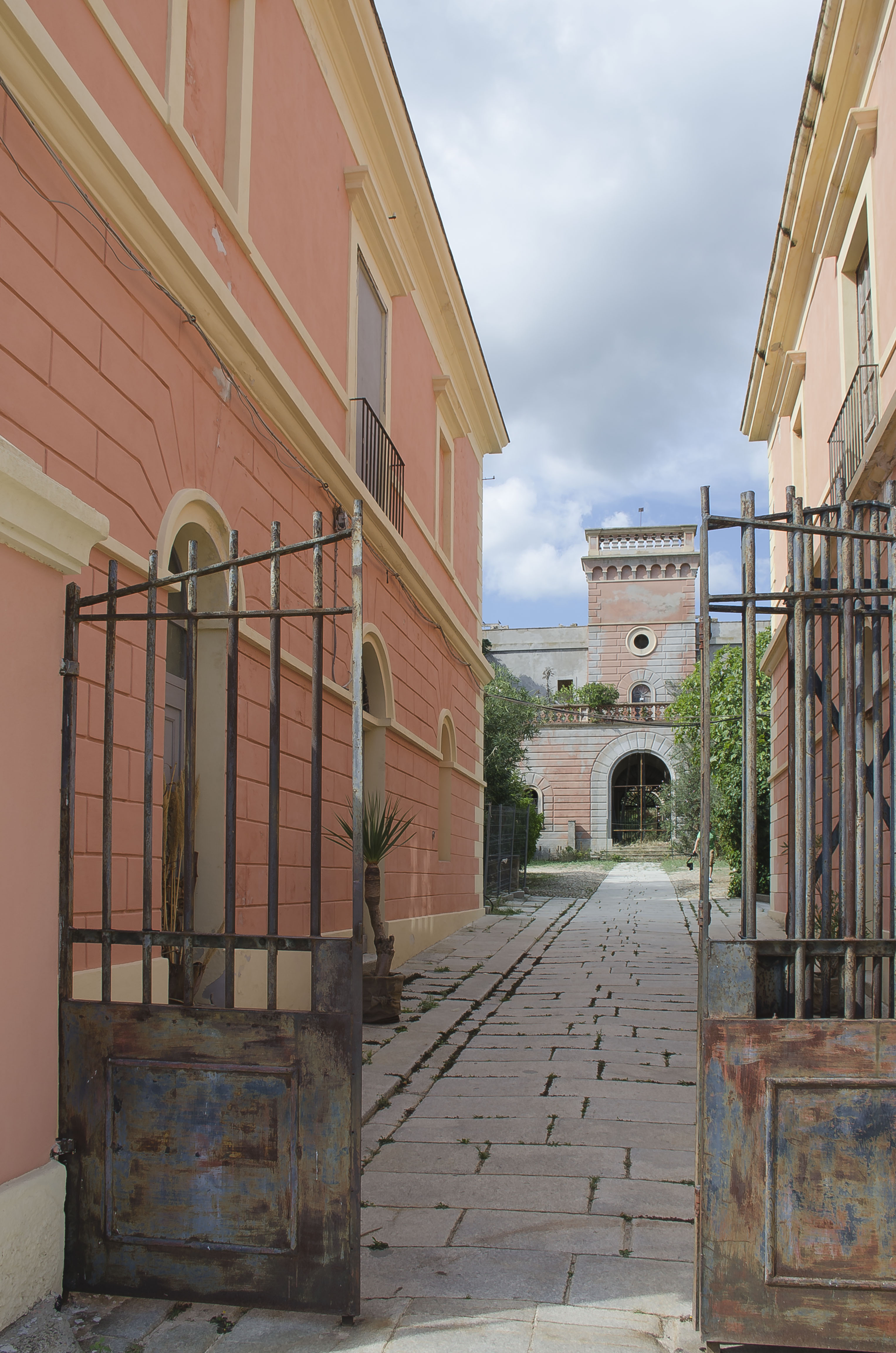
Eingang
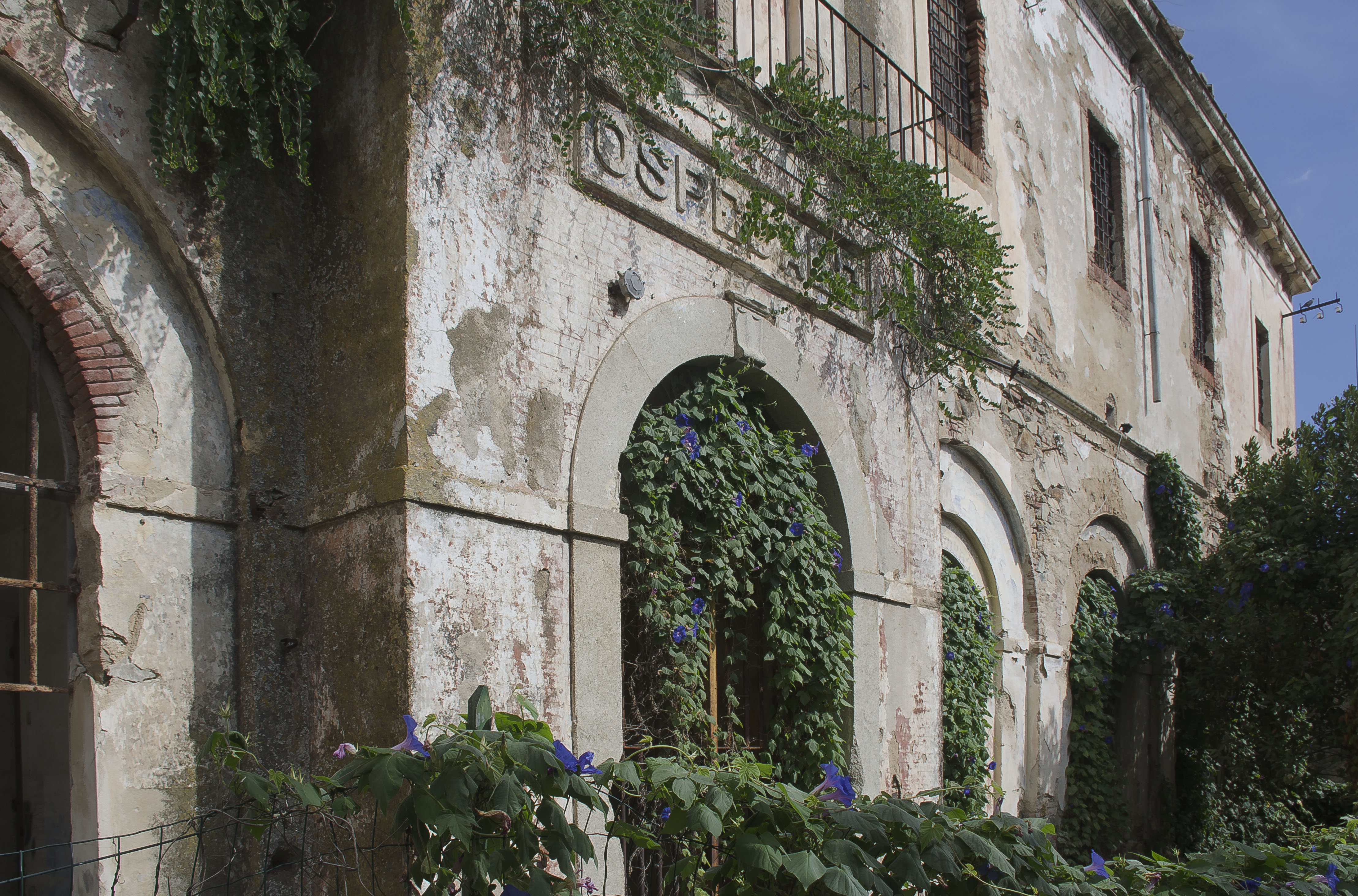
Krankenhaus
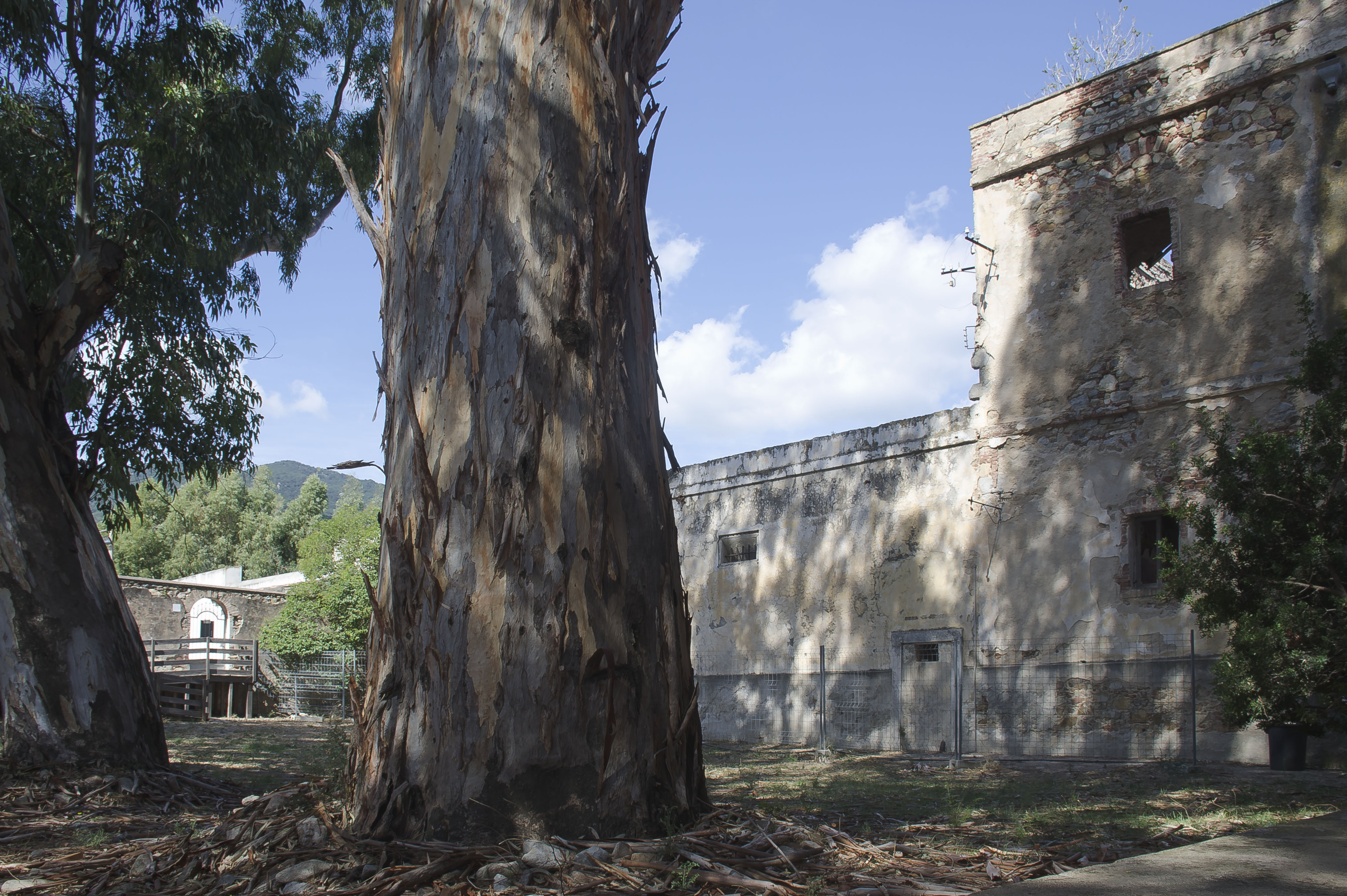
Innenhof

## Verkehr
Durch die Gemeinde führt die Strada Statale 125 Orientale Sarda von Cagliari nach Olbia. Bei der Ortschaft Olia Speciosa befindet sich ein kleiner Flugplatz für Leichtflugzeuge.